# Rafael Bielsa (político)
Rafael Antonio Bielsa (Rosario, Santa Fe, Argentina, 15 de febrero de 1953) es un abogado constitucionalista, diplomático, político, escritor y poeta argentino. Fue ministro de Relaciones Exteriores de la Nación desde el 25 de mayo de 2003, cuando asumió el presidente Néstor Kirchner, hasta diciembre de 2005, cuando asumió una banca de diputado de la Nación.
Fue candidato a Gobernador de la Provincia de Santa Fe por el Frente para la Victoria en 2007, luego de superar las elecciones primarias (en las que compitió con el diputado nacional Agustín Rossi). No obstante ese triunfo, fue derrotado en las elecciones generales por el socialista Hermes Binner, ex Intendente de la ciudad de Rosario, quien representaba al Frente Progresista, Cívico y Social.
Fue el titular de la Secretaría de Programación para la Prevención de la Drogadicción y la Lucha contra el Narcotráfico (SEDRONAR), habiendo asumido este cargo el 30 de diciembre de 2011 y renunciado el 20 de marzo de 2013.
Posteriormente fue presidente de la empresa Aeropuertos Argentina 2000. Durante los primeros meses de la presidencia de Alberto Fernández, fue designado Embajador de su país ante Chile, en 2020.
Durante su gestión se llevó a cabo la internacionalización del Aeroparque Jorge Newbery llegando a ser nombrado en 2013 uno de los aeropuertos más modernos de Sudamérica y uno de los mejores de Latinoamérica.

## Biografía
Nacido en la ciudad de Rosario el 15 de febrero de 1953, Rafael Bielsa fue el primero de los tres hijos del matrimonio entre la docente cordobesa Lidia Caldera y el abogado rosarino Rafael Pedro Bielsa. Pasó gran parte de su infancia en Morteros, Provincia de Córdoba, ciudad donde nació su madre.
Es nieto del jurista Rafael Bielsa, uno de los fundadores de la rama administrativa en la Argentina, hermano de Marcelo Bielsa, exentrenador de la selección de fútbol de Argentina  de la selección de fútbol de Chile y de la selección de fútbol de Uruguay,  y de María Eugenia Bielsa, exvicegobernadora de la Provincia de Santa Fe. 
Bielsa tiene 4 hijos, Laureano, Hilario, Juan Agustín y Joaquín Bautista. Está casado con Andrea Lorena De Arza. El 23 de marzo de 2013 Rafael Bielsa fue confirmado como el nuevo presidente de Aeropuertos Argentina 2000 la empresa privada que ejerce la concesión de 33 aeropuertos nacionales Cargo del que sería removido durante el macrismo tras la amenaza del Ministro de Transporte Guillermo Dietrich sobre la empresa privada Aeropuertos Argentina 2000 tras quitarle el manejo de los fondos que se recaudan con la tasa aeroportuaria y amenazas de quitarles la concesión de los 33 aeropuertos del país si continuaba Bielsa en el cargo. y se finalizó la obra de construcción de una pista secundaria en Ezeiza y se habilitó una nueva conexión vial y peatonal que agiliza el paso entre terminales. La inversión estimada para concluir el proyecto es de más de 600 millones de pesos

### Carrera política
A los 18 años ingresó a la Juventud Universitaria Peronista. Se recibió de abogado en la Universidad Nacional de Rosario con especializaciones en informática jurídica y sistemas judiciales. Entre 1974 y 1978 fue designado auxiliar en los Tribunales Federales de Rosario.
Se acercó al FREPASO en 1997, interesado en el proyecto político liderado por Chacho Álvarez y, en diciembre de 1999, formó parte del gobierno de Fernando De la Rúa. Fue nombrado Síndico General de la Nación y permaneció en el cargo hasta finales de 2001. Allí fue conocido por sus campañas en favor de la transparencia en el manejo de las cuentas del Estado, así como por la reingeniería institucional que promovió al interior del organismo. Sus informes fueron materia de una serie de denuncias que generaron revuelo en los medios y le valieron varias amenazas.
En el año de 2002 fundó GESTA (Gobierno, Estado, Sociedad, Todos Ahora), un partido a través del cual se buscó dar cuerpo a los actores sociales que emergieron durante la crisis de 2001, que pretendía «hacer del valor de la solidaridad y el compromiso ciudadano» sus referentes esenciales. En mayo de ese año, cuando Néstor Kirchner sólo alcanzaba un 1,36% de la intención de voto, se sumó a su campaña para conquistar la Presidencia de la Nación. Un año después, Bielsa fue nombrado Ministro de Relaciones Exteriores, hasta encabezar la lista de diputados nacionales del Frente para la Victoria por la capital del país. En el año 2005 fue elegido diputado por la Capital Federal, por ese partido político.
En 2007 fue candidato a gobernador de la Provincia de Santa Fe por el Frente para la Victoria, luego de ser elegido en elecciones primarias (compitiendo con el diputado nacional Agustín Rossi), pero fue derrotado por el socialista Hermes Binner, exIntendente de la ciudad de Rosario, candidato del Frente Progresista, Cívico y Social.
Fue el titular de la Secretaría de Programación para la Prevención de la Drogadicción y la Lucha contra el Narcotráfico (SEDRONAR), habiendo asumido este cargo el 30 de diciembre de 2011 y renunciado el 20 de marzo de 2013.

### Literatura
En 2003 escribió el libro Cien años de vida en Rojo y Negro, junto al escritor Eduardo van der Kooy. El mismo recorre la Historia del Club Atlético Newell's Old Boys, desde sus comienzos hasta su Centenario, acontecido en dicho año.
Rafael Bielsa también es reconocido por ser el autor de otras obras relacionadas con la política y las leyes, entre las que destacan:
- Transformación del derecho en justicia, ideas para una reforma pendiente (1993)
- Sombras nada más (2000)
- ¿Qué son las asambleas populares? (2002)

Además, Bielsa es un autor reconocido por las bandas poéticas. Publicó, entre otros, los poemarios:
- El Sol amotinado (1980)
- Un rumor descalzo (1981)
- Tendré que volver cerca de las tres (1983)
- Espejo negro (1988)
- Cerro Wenceslao (1991)
- Esplendor (1995)

### Cronología profesional
Cronología profesional
| Año         | Ámbito | Funciones |
| ----------- | --- | --- |
| 2020        | Ministerio de Relaciones Exteriores, Comercio Internacional y Culto | Embajador en la República de Chile |
| 2013 - 2017 | Aeropuertos Argentina 2000 | Presidente Ejecutivo |
| 2011 - 2013 | Secretaria de Programación para la Prevención de la Drogadicción y la Lucha Contra el Narcotráfico | Secretario |
| 2003 - 2005 | Ministerio de Relaciones Exteriores, Comercio Internacional y Culto | Ministro |
| 2002        | Partido Político GESTA (Gestión, Estado y Sociedad, Todos Ahora) | Fundador y presidente |
| 2000 - 2001 | Sindicatura General de la Nación | Síndico general de la Nación |
| 1999        | Proyecto de Asistencia Técnica en la Organización de un Modelo de Poder Judicial para la Ciudad Autónoma de Buenos Aires (CABA - PNUD)                                                                           | Director general |
| 1999        | Banco de la Provincia de Buenos Aires | Asesor de Directorio (encargado en la Comisión Y2K) |
| 1998        | Unidad Ejecutora Central (Programa Reforma del Sistema de Justicia - BID/República Argentina - AR-0124) | Director general |
| 1996        | Ministro de Justicia de la Nación | Asesor de Gabinete |
| 1995        | Misión de las Naciones Unidas para la Verificación de los Derechos Humanos en Guatemala | Experto de las Naciones Unidas |
| 1995        | Comisión de Implementación del Código Procesal Civil, Comercial y Laboral | Integrante de la Comisión a cargo de la adopción y puesta en ejercicio del proceso oral y de instancia única en materia no penal |
| 1994        | Obra de la Convención Nacional Constituyente 1994 (Ministerio de Justicia de la Nación) | Coordinador técnico de la Obra de la Convención Nacional Constituyente 1994, publicación que compila los distintos proyectos de reforma al texto constitucional presentados a la Convención Nacional Constituyente, los trabajos de todas las comisiones, las órdenes del día de la Comisión de Redacción y todos los antecedentes de interés elaborados en ese ámbito |
| 1994        | Programa Nacional de Desarrollo Humano (Senado de la Nación Argentina -Comisión de Ecología y de Desarrollo Humano- y Programa de las Naciones Unidas para el Desarrollo -PNUD-)                                 | Especialista sectorial en sistemas judiciales |
| 1994        | Programa Sector Justicia entre el Ministerio de Justicia de la Nación y el Banco Interamericano de Desarrollo (BID)                                                                                              | Coordinador administrativo y de gestión |
| 1994        | Secretaría de Justicia del Ministerio de Justicia de la Nación | Asesor de Gabinete |
| 1994        | Convención Constituyente de la República Argentina | Asesor |
| 1993 - 1994 | Programa de Saneamiento Financiero y Desarrollo Económico de las Provincias Argentinas, Ministerio del Interior, Argentina                                                                                       | Auditor externo «ad honorem» de los proyectos: Neuquén, Entre Ríos, Chaco, Santa Fe, Salta, Tucumán, etc. |
| 1993        | Preparación del decreto reglamentario de la Ley de Ministerios y Administración Pública boliviana | Asesor del presidente de Bolivia, lic. Gonzalo Sánchez de Losada, y del ministro de Justicia de dicho país, don Carlos Morales Guillén |
| 1992        | Proyecto para la Reforma Judicial en El Salvador (patrocinada por la Agencia para el Desarrollo Internacional del gobierno de los Estados Unidos)                                                                | Asesor de la Corte Suprema de Justicia de El Salvador, en programas de Informatización de la Gestión Judicial |
| 1992        | Comisión de Diálogo Político sobre Afianzamiento del Sistema Republicano y División de Poderes | Secretario de la Comisión |
| 1992        | Dirección de Gestión y Resultados, de la Municipalidad de la Ciudad de Buenos Aires | Designado como director; cargo no asumido por renuncia |
| 1991        | Programa Nacional de Asistencia Técnica para la Administración de los Servicios Sociales, del convenio de préstamo BIRF 2984-AR (área del Ministerio de Justicia de la Nación)                                   | Coordinador del Proyecto SAIJ/BIRF contratado por el Banco Mundial |
| 1991        | Comisión para el Control y la Aprobación del Proceso que Conduzca a la Publicación del Ordenamiento Legislativo                                                                                                  | Miembro de la Comisión creada por el Decreto N.º 1625/90 |
| 1991        | Proyecto SAIJ/BIRF | Representante institucional ante el Banco Mundial, con carácter «ad honorem», designado por la Subsecretaría de Justicia de la Nación |
| 1991        | Proyecto Sistema de Informatización de la Subsecretaría de Justicia de la Nación | Responsable del proyecto |
| 1990 - 1991 | Subsecretaría de Acción de Gobierno de la Secretaría General de la Presidencia de la Nación | Asesor a cargo de la Dirección General de Estudios y Proyectos |
| 1989 - 1990 | Secretaría Legal y Técnica de la Presidencia de la Nación | Asesor de Gabinete |
| 1987 - 1989 | Ministerio de Educación y Justicia de la Nación | Subsecretario de Asuntos Legislativos |
| 1987        | Colegio de Escribanos de la Provincia de Buenos Aires | Contratado como experto para asistir a la Dirección Provincial del Registro de la Propiedad de la Provincia de Buenos Aires en el desarrollo de un sistema de normas jurídicas propias, y del Thesauro de consulta respectivo |
| 1983        | Intergovernmental Bureau for Informatics (IBI) | Asesor para un Proyecto de Informática Jurídica en Ecuador |
| 1982 - 1987 | Subsecretaría de Asuntos Legislativos del Ministerio de Educación y Justicia de la Nación | Director de Informática Jurídica |
| 1982        | Intergovernmental Bureau for Informatics (IBI) | Asesor para un Proyecto Piloto de Informática Jurídica en Chile |
| 1982        | Comisión de estudio de un sistema adecuado para el tratamiento informático del material bibliográfico existente en la Biblioteca de la Facultad de Derecho y Ciencias Sociales de la Universidad de Buenos Aires | Designado miembro integrante, por el Ministerio de Justicia de la Nación |
| 1981 - 1982 | Subsecretaría de Asuntos Legislativos del Ministerio de Justicia de la Nación | Asesor |
| 1980        | Comisión de Ordenamiento Legislativo | Confección del Thesaurus para el sistema de Informática Jurídica |
| 1974 - 1977 | Tribunales Federales de Rosario - Poder Judicial de la Nación | Auxiliar en la Fiscalía Federal N.º 2 |

## Premios y reconocimientos
En marzo de 2019 fue declarado Ciudadano ilustre de la Ciudad Autónoma de Buenos Aires por la Legislatura de la Ciudad Autónoma de Buenos Aires.